# أوسكار نيسن
أوسكار نيسن هو طبيب التوليد والنساء وجراح ومحرر وسياسي نرويجي، ولد في 31 أكتوبر 1843 في ترومسو في النرويج، وتوفي في 4 يناير 1911. نشط حزبياً في حزب العمال. وقد انتخب زعيم حزب حزب العمال (1906 – 1911).